# Greatorex
Greatorex ist ein Familienname.

## Namensträger
- Eleanor Greatorex (1854–1908), US-amerikanische Malerin
- Eliza Pratt Greatorex (1819–1897), US-amerikanische Landschaftsmalerin, -zeichnerin und -radiererin
- Henry Wellington Greatorex (1816–1858), englisch-US-amerikanischer Musiker
- Kathleen Honora Greatorex (1851–1942), US-amerikanische Malerin und Illustratorin
- Louis Greatorex (* 1996), britischer Schauspieler
- Valentine Greatorex (1628–1682), auch Greatrakes, irischer Geistheiler